# Araneus goniaeus
Araneus goniaeus är en spindelart som först beskrevs av Tord Tamerlan Teodor Thorell 1878.  Araneus goniaeus ingår i släktet Araneus och familjen hjulspindlar. Utöver nominatformen finns också underarten A. g. virens.